# آرتسنراجو
آرتسنراجو (به اسپانیایی: Artesonraju) یک کوه در پرو است که در منطقه انکاش واقع شده‌است. آرتسنراجو ۶٬۰۲۵ متر بالاتر از سطح دریا واقع شده‌است.